# Arany-lyuk (Budakalász)
Az Arany-lyuk Magyarország megkülönböztetetten védett barlangjai között van. A Duna–Ipoly Nemzeti Parkban lévő Pilis hegységben található. A Budakalászon elhelyezkedő 16 barlang közül az Arany-lyuk a legmélyebb. Turista útikalauzokban is szerepel.

## Leírás
A Csillaghegyről induló és a Nagy-Kevélyre vezető, piros sáv jelzésű gerincút mellett, az úttól északra, néhány méterre, Budakalászon, hegygerincen, sziklás és bozótos részen, az Ezüst-nyeregnek a Nagy-Kevély felőli oldalán nyílik. A turistaút jobb oldalán, a piros négyzet jelzésű ösvény becsatlakozása után található. A bejárat mellett régen volt egy kis méretű, 10 méter átmérőjű, hét méter mély, rogyott dolina, amelynek az alján egy kis méretű, inaktív víznyelő nyílt.
A zsomboly bejárata egy három méter hosszú, két méter széles, függőleges tengelyirányú, természetes jellegű, ovális alakú nyílás. Mint a környék többi barlangja, valószínűleg az Arany-lyuk is hévizes kialakulású. Szentes György szerint hévizes eredetű és később a hideg víz, valamint mechanikai hatások módosították. Szenthe István szerint csak a hévizek játszottak szerepet a képződésében, mert a felszínről a víz nem tud leszivárogni a vízzáró agyagréteg miatt. Egy aknával kezdődik, amely felül oligocén, hárshegyi homokkőben, alul felső triász, dachsteini mészkőben jött létre.
Elágazó és többszintes barlang. Kürtő, akna, gömbfülke, gömbüst, hullámkagyló, ujjbegykarr, függőcseppkő, állócseppkő, cseppkőléc, cseppkőbekérgezés, cseppkőlefolyás, mikrotetaráta, kristályos borsókő és gömbös borsókő fordul elő benne. A felfedezésétől kezdve nagyon erősen pusztul és állandóan eltömődik. A barlang nagy része barlangjáró alapfelszereléssel járható, de a bejárásához kötéltechnikai eszközök alkalmazása szükséges. A megtekintéséhez a Duna–Ipoly Nemzeti Park Igazgatóság engedélye szükséges.
Előfordul a barlang az irodalmában Aranyhegyi-barlang (Leél-Őssy 1958), Arany-hegyi barlang (Sásdi 2000), Aranyhegyi barlang (Bertalan 1976), Aranylyuk (Révai 1938), Aranylyuk-zsomboly (Kordos 1970), Kevélyi Aranyluk barlang (Venkovits 1949), Nagykevélyi-barlang (Kordos 1984), Nagy-kevélyi-barlang (Sásdi 2000) és Nagykevélyi barlang (Bertalan 1976) neveken is. 1976-ban volt először Arany-lyuknak nevezve a barlang az irodalmában.

## Kutatástörténet
A Természetbarát 1938. évi 3–4. számában meg van említve, hogy a TTE barlangkutatói eltervezték, hogy ha elég érdeklődő lesz, akkor Pest környéki barlangkörtúrát (pl. Kevélyi barlang, Szemlő-hegyi-barlang, Ferenc-hegyi-barlang, Pál-völgyi-barlang, Solymári-ördöglyuk, Legény-barlang) fognak vezetni. A Nagy-Kevély ezüst-hegyi részén található Aranylyuk zsombolyban végzett munkát abba kellett hagynia az egyesületnek, mert a sok eső az egyesület által feltárt kb. 70 m-es barlangszakasz középső részét beomlasztotta. A beomlásnál korábban feltérképezték a barlangot az egyesület tagjai. Az egyesület felhívja a figyelmet arra, hogy jelenleg életveszélyes leereszkedni az Arany-lyukba.
1941 és 1943 között az időközben beomlott bejáratot Venkovits István tette megint járhatóvá, valamint robbantással járatbővítést végzett. Venkovits István valószínűleg 1943-ban vesztett pontokkal felmérte, amelynek alapján egy fénymásolt alaprajzi barlangtérképet rajzolt. Egy szögmérés téves, emiatt az alsó járatok iránya hibás. 1951–1953-ban Leél-Őssy Sándor a II. sz. aknáig jutott, majd eltömődött a barlang és az alsó rész hozzáférhetetlenné vált. Az 1955-ben napvilágot látott, Pilis útikalauz című könyv szerint a hegygerincen található az Arany-lyuk kürtője.
Az 1958-ban megjelent, Leél-Őssy Sándor által írt tanulmányban szó van arról, hogy a Kevély-hegycsoport tönkösödését és fiatal mozgásait bizonyítják pl. a magasan elhelyezkedő, pusztuló, száraz forrásbarlangok, valamint hévizes eredetű barlangok. Ilyen a 400 m tszf. magasságban fekvő Aranylyuk is. A Kevély-hegycsoportban csak egyetlen rogyott dolina van, amely kicsi, de típusos. Ez a dolina az Arany-lyuk mellett található. A kis dolina alján alakult ki az Aranylyuk melletti víznyelő. Az Arany-lyuk (fedett karsztforma) környékén néhány méter vastag hárshegyi homokkőréteg fedi a dachsteini mészkő felszínét. Az Aranylyuk másik neve helytelenül Aranyhegyi-barlang. A Nagy-Kevély és az Ezüst-hegy között lévő nyereg ÉNy-i végében, kb. 400 m tszf. magasságban, a gerincúttól É-ra kb. 10 m-re, nehezen megtalálható helyen, sűrű cserjésben jött létre az Aranylyuk. A barlang fedett karszton keletkezett. A barlangbejárat hárshegyi homokkőben nyílik, de kb. 4 m mélységben a barlang dachsteini mészkőben húzódik.
A barlang kb. 4 m-es függőleges aknával indul, amely után, egy szűk részen túl, kb. 10 m hosszú ferde akna következik. Ennek az aknának egészen eltömődött a vége. A külső akna minden bizonnyal felszakadt zsomboly, a belső rész pedig csak hévizes eredetű lehet, de jelenleg már pusztuló, száraz. A hévizes kialakulást a barlang belsejében megfigyelhető sok nagy gömbfülke igazolja, amelyek típusosak. A barlangban a gömbfülkéken kívül nincs hévizes eredetű maradvány (pl. kristályok). A barlang járatának elhelyezkedését tektonikus hasadék határozta meg. Venkovits István áthatolt a ferde járat végén lévő nagyon szűk és veszélyes második szűkületen és feltárta a barlang alsó részeit, de azóta megint eltömődött ez a rész. A barlang hévizes kialakulását az igazolja, hogy a barlangtól nem messze, az Ezüsthegyi-nyereg D-i oldalán nagyon porlódik a dolomitfelszín. A tanulmányhoz mellékelve lett egy térképvázlat, amely a Kevély-hegycsoportot mutatja be. A térképvázlaton megfigyelhető az Arany-lyuk földrajzi elhelyezkedése. A rajzon és a szövegben 9-es számmal van jelölve a barlang.
1961-ben, a Vörös Meteor Barlangkutató Csoport tagjai Szentes György által vezetve tették járhatóvá a barlang eltömődött részét. 1961-ben Szentes György elkészítette a barlang térképét, de az később elveszett. Az 1962-ben kiadott, A barlangok világa című könyv szerint az Ezüst-hegy és a Nagy-Kevély közötti nyeregben, a gerincút közelében, sűrű cserjésben található. Körülbelül 15 méter hosszú és egy függőleges, valamint egy ferde folyosóból áll a hévizes eredetű barlang, amelyben jellegzetes gömbfülkék vannak. 1965-től a Szabó József Geológiai Technikum Barlangkutató Csoport kezdte el kutatni az üregrendszert.
Az 1967-ben kiadott, Pilis útikalauz című könyvben az olvasható, hogy az Ezüst-hegy és a Nagy-Kevély közti nyeregnek a Kevély felőli oldalában, a gerincúttól néhány lépésre észak felé, a bozótban rejtőzik az Arany-lyuk. Valószínűleg hévizes eredetű, de az utólagos hidegvizes hatások és mechanikai változások miatt nagyon átalakult, pusztuló barlang, amelynek érdekessége, hogy bejárati részén áttöri a hárshegyi homokkőrétegeket. A tágabb üregeit mésztufa, kalcit és borsókőszerű képződmények díszítik. Alsó részeit agyagos üledék és felülről bemosott homok tölti ki. A bejárati akna alatti törmelék között sok állati csont fehérlik. A barlang bejárati része egy függőleges aknából és egy ferde folyosóból áll, amely több teremből és aknából összetevődő alsó részben folytatódik. A barlang már többször fel volt tárva, de a sok helyen közbeékelődő omladéktömeg mindig újra összezárul és megakadályozza a behatolást. A Vörös Meteor barlangkutatói 1961-ben bontották ki a barlangot és a mélyéig hatoltak. Úgy gondolták, hogy a barlang több, mint 100 m hosszú. Azóta megint beomlott a barlangbejárat.
A Szabó József Geológiai Technikum Barlangkutató Csoport 1967. évi jelentése szerint a csoport 1967-ben több, a munkahelyeiken lévő karsztobjektumot feltérképezett, de hiányzik még az Arany-lyuk felmérése. A felmérést a bejárat omlásveszélye miatt későbbre halasztotta a csoport. 1968-ban az eltömődés megakadályozása miatt a csoport a barlang bejárati aknájának mélységét 2,5 m-rel süllyesztette. 1969-ben az I. sz. akna elé Szenthe István készített ácsolatot. A barlang vizét Wehovszky Erzsébet és Kordos László vizsgálták. Klimatológiai vizsgálatokat a Szpeleológia Barlangkutató Csoport tagjai végeztek, akik biológiai megfigyeléseket is folytattak benne. 1969-ben állandó pontokkal, fokívvel és függőkompasszal mérte fel a barlangot Kordos László, majd a felmérés felhasználásával megszerkesztette a barlang alaprajz térképét, kifejtett hossz-szelvény térképét és keresztmetszet térképeit. A Szpeleológia Barlangkutató Csoport 1970. évi jelentésébe bekerült a barlang addigi kutatásának részletes ismertetése.
Az 1974-ben napvilágot látott, Pilis útikalauz című könyvben, a Pilis hegység és a Visegrádi-hegység barlangjainak jegyzékében (19–20. old.) meg van említve, hogy a Pilis hegység és a Visegrádi-hegység barlangjai között van az Arany-lyuk. A Pilis hegység barlangjait leíró rész szerint az Ezüst-hegy és a Nagy-Kevély közötti nyeregnek a Kevély felőli oldalában, a piros jelzésű gerincúttól néhány lépésre észak felé a bozótban rejtőzik az Arany-lyuk mélybe szakadó függőleges ürege. Valószínűleg hévizes eredetű, de utólagos hidegvizes hatások és mechanikai változások által nagyon átalakult, pusztuló barlang, amelynek érdekessége, hogy a felső triász, fehér, dachsteini mészkőben keletkezett üreg bejárati részében áttöri a felszínen elhelyezkedő hárshegyi homokkő réteget. A barlang bejárati része egy függőleges aknából, majd egy ferde folyosóból áll, amely több teremből és aknából összetevődő, alsó részben folytatódik. Tágabb üregeit mésztufa, kalcit és borsókőhöz hasonló képződmények díszítik. Mélyebb részeit agyagos üledék és felülről bemosott homok tölti ki. A bejárati akna alatti törmelék között állatcsontok fehérlenek. A barlangot már többször feltárták, de a több helyütt közbeékelődő omladéktömeg sokszor összezárult és megakadályozta a behatolást. A Vörös Meteor barlangkutatói 1961-ben kibontották és a mélyéig hatoltak. A barlang 75 m hosszú és 40 m mély.

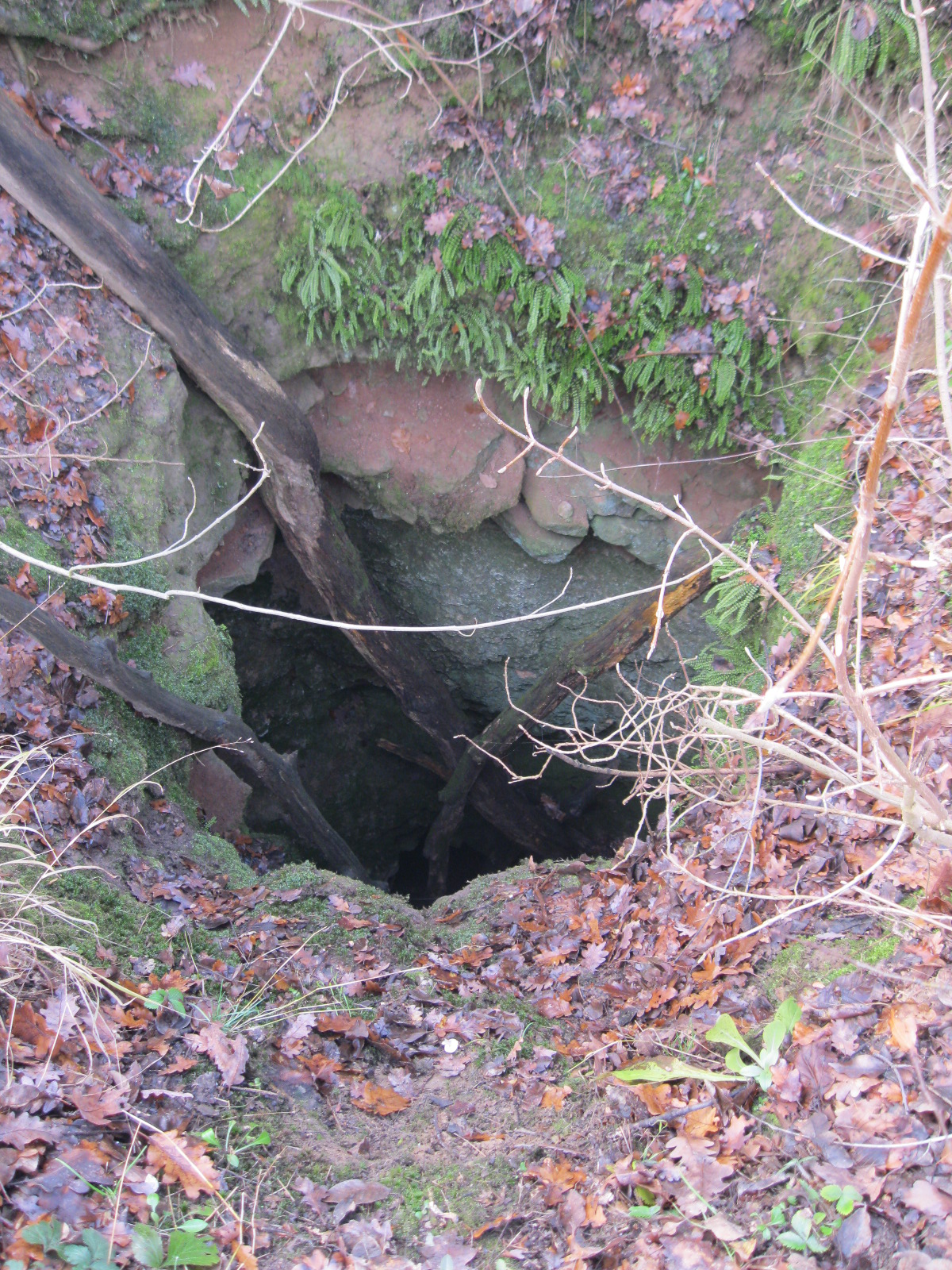
Az Arany-lyuk bejárata 2013-ban

Az 1976-ban befejezett, Magyarország barlangleltára című kézirat szerint az Aranylyuk-zsomboly további nevei Aranyhegyi barlang és Nagykevélyi barlang. A Pilis hegységben, Budakalászon, a Kevély-csoportban elhelyezkedő Ezüst-nyeregben található. A gerincúttól 10 m-re É-ra, nyiladékban, elhagyott mészkőfejtőtől 30 m-re, homokkőben van aknaszerű bejárata. 75 m hosszú, 40 m mély, bonyolult, hévizes barlang, amelyben mozgó kőtörmelék található és emiatt szűk átjárói időnként eltömődnek. Bejárása nagyon veszélyes, egyszerre nem mehetnek bele háromnál többen. A kézirat barlangra vonatkozó része 3 irodalmi mű alapján lett írva.
A Bertalan Károly és Schőnviszky László által összeállított, 1976-ban megjelent Magyar barlangtani bibliográfia barlangnévmutatójában meg van említve a Pilis hegységben, a Nagy-Kevélyen lévő barlang Arany-lyuk néven. A barlangnévmutatóban meg van említve 2 irodalmi mű, amelyek foglalkoznak a barlanggal. Az 1975–1980. évi Karszt- és Barlangkutatásban publikálva lett egy vázlatos térkép, amelyen a Kevély-csoport vízkémiai szempontból vizsgált barlangjainak földrajzi elhelyezkedése látható. Az ábrán megfigyelhető az Arany-lyuk földrajzi elhelyezkedése. Az 1981. évi Karszt és Barlang 1–2. félévi számában nyilvánosságra lett hozva, hogy az Arany-lyuknak 4820/8. a barlangkataszteri száma. Az 1983. évi Karszt és Barlangban van egy olyan ábra, amelyen a Pilis hegység Pilis hegytől Dunáig terjedő részének hossz-szelvénye látható. A rajzon megfigyelhető a terület jelentős barlangjainak földrajzi elhelyezkedése és az, hogy a barlangok mekkora tszf. magasságban helyezkednek el. Az ábrán szerepel a 410 m tszf. magasságban elhelyezkedő Arany-lyuk. A barlang 75 m hosszú és 40 m mély.
Az 1984-ben kiadott, Magyarország barlangjai című könyv országos barlanglistájában szerepel a Pilis hegység barlangjai között a barlang Arany-lyuk néven Aranylyuk-zsomboly, Aranyhegyi-barlang és Nagykevélyi-barlang névváltozatokkal. A listához kapcsolódóan látható a Dunazug-hegység barlangjainak földrajzi elhelyezkedését bemutató 1:500 000-es méretarányú térképen a barlang földrajzi elhelyezkedése. A könyvben az olvasható, ha nem lehet lemenni a Papp Ferenc-barlangba, a közelben még két nagyobb hasonló földtani jellegzetességű üreg is megtekinthető, a Szabó József-barlang és az Ezüst-nyeregben zsombolyszerűen nyíló gömbfülkés Arany-lyuk. Az 1986. évi Karszt és Barlangban megjelent bibliográfia regionális bibliográfia részében szerepel a barlang Arany-lyuk néven. Az összeállítás szerint a Karszt és Barlangban publikált írások közül 1 foglalkozik a barlanggal. 1990 márciusában Zih József szerkesztette meg a barlang alaprajz térképét és kiterített hossz-szelvény térképét, amelyek elkészítéséhez Balázs L., Galambos A., Galambos P., Gyurin Gy. és Zih József mérték fel a barlangot.
Az 1991-ben megjelent, A Pilis és a Visegrádi-hegység című könyvben az látott napvilágot, hogy az Ezüst-hegy és a Nagy-Kevély közötti nyereg Kevély felőli oldalában a jelzett gerincúttól néhány lépésre észak felé a bozótban rejtőzik az Arany-lyuk mélybe szakadó függőleges ürege. Valószínűleg hévizes eredetű, de utólagos hidegvizes hatások és mechanikai változások által nagyon átalakított pusztuló barlang, amelynek érdekessége, hogy a fehér felső triász dachsteini mészkőben létrejött ürege bejárati szakaszában áttöri a felszínen húzódó hárshegyi homokkőréteget. A barlang bejárati része egy függőleges aknából, majd egy ferde folyosóból áll, amely több teremből és aknából összetevődő alsó részben folytatódik. Tágabb üregeit mésztufa, kalcit és borsókőszerű képződmények díszítik. Mélyebb részeit agyagos üledék és felülről bemosott homok tölti ki. A bejárati akna alatti törmelék között állatcsontok fehérlenek. A barlangot már többször feltárták, de a több helyütt közbeékelődő omladéktömeg sokszor visszazárult, és akadályozta a lejutást. 1961-ben a Vörös Meteor barlangkutatói kibontották és a mélyéig hatoltak. 40 méter mély és 75 méter hosszú.
Az 1991. évi Földrajzi Közleményekben publikált tanulmány szerint a sasbércek ferdeségéből következő felemásság, vagyis ÉK–K-i oldaluk fedettsége miatt, időszakosan még ma is fejlődő víznyelőbarlangjaik, mint karsztperemi nyelők és rejtett karsztok rányelői, mind ÉK-i, K-i szegélyükön vannak, például az Arany-lyuk. A Kárpát József által 1991-ben írt kéziratban meg van említve, hogy 75 m hosszú és 40 m mély a budakalászi Arany-lyuk. A Pilis hegység 7. legmélyebb barlangja.
Az 1996. évi barlangnapi túrakalauzban az van írva, hogy az Ezüst-hegy és a Nagy-Kevély közötti nyereg Kevély felőli oldalában, a piros sávval jelzett gerincúttól néhány lépésre észak felé a bozótban rejtőzik az Arany-lyuk függőleges aknával kezdődő barlangja. A környék többi üregéhez hasonlóan valószínűleg hévizes eredetű, de jelenleg már nagyon pusztuló állapotban van. A bejárati rész egy függőleges, még homokkőben húzódó, 6 méter mély, 1,5 méter átmérőjű aknából, majd egy hozzá kapcsolódó ferde folyosóból áll, amely több teremből és aknából összetevődő, alsó részben folytatódik. Tágabb alsóbb részeit mésztufa, kalcit és borsókőszerű képződmények díszítik. A barlang omlásveszélyes a talapzaton felhalmozódott omladék miatt, amely szinte a barlang teljes hosszában előfordul. Sokszor beomlott és ezért nem lehetett bejárni. 1961-ben a Vörös Meteor barlangkutatói bontották ki a 75 méter hosszú és 40 méter mély barlangot. 1998. május 14-től a környezetvédelmi és területfejlesztési miniszter 13/1998. (V. 6.) KTM rendelete szerint a Duna–Ipoly Nemzeti Park Igazgatóság illetékességi területén, a Pilis hegységben található Arany-lyuk az igazgatóság engedélyével látogatható.
A barlang 2000-ben készült barlang nyilvántartólapja alapján az Arany-lyuk 92 m hosszú, 25,7 m vízszintes kiterjedésű, kb. 360 m³ térfogatú, 42 m függőleges kiterjedésű és 42 m mély. Az adatok részben részletes felmérés és részben becslés alapján lettek megállapítva. A barlang szabadon látogatható. A kéziratban az olvasható, hogy az Arany-lyuk három első kis aknája beomlott. A 2000. évi Karsztfejlődésben lévő tanulmányban van egy ábra, amelyen látható a Pilis hegységben található néhány barlang és édesvízi mészkő előfordulás földrajzi elhelyezkedése. Az ábrán megfigyelhető, hogy az Arany-lyuk (a rajzon Aranylyuk a neve) mekkora függőleges kiterjedésű és mekkora tszf. magasságban helyezkedik el.
A 2001. november 12-én készült, Magyarország nemkarsztos barlangjainak irodalomjegyzéke című kézirat barlangnévmutatójában szerepel az Arany-lyuk a barlanggal foglalkozó 22 írás megjelölésével. A 435., 462., 478. és az 537. tételek helyett a 434., 461., 476. és az 533. tételek említik. Sásdi László 2002-ben készült kéziratában azok az információk szerepelnek, mint a 2000. évi Karsztfejlődésben lévő tanulmányban, de a kéziratban meg van említve az is, hogy a Pilis hegységben található barlangok kis hányada a felszíni lepusztulás miatt nyílt meg, pl. az Arany-lyuk. 2005. szeptember 1-től a környezetvédelmi és vízügyi miniszter 22/2005. (VIII. 31.) KvVM rendelete szerint a Duna–Ipoly Nemzeti Park Igazgatóság működési területén, a Pilis hegységben található Arany-lyuk a felügyelőség engedélyével látogatható. A Duna–Ipoly Nemzeti Park Igazgatóság működési területén, a Pilis hegységben elhelyezkedő, 4820/8 kataszteri számú Arany-lyuk, 2006. február 28-tól, a környezetvédelmi és vízügyi miniszter 8/2006. KvVM utasítása szerint, megkülönböztetett védelmet igénylő barlang.
2007. március 8-tól a környezetvédelmi és vízügyi miniszter 3/2007. (I. 22.) KvVM rendelete szerint a Duna–Ipoly Nemzeti Park Igazgatóság működési területén lévő Pilis hegységben elhelyezkedő Arany-lyuk az igazgatóság engedélyével tekinthető meg. A Duna–Ipoly Nemzeti Park Igazgatóság működési területén lévő, 4820-8 kataszteri számú Arany-lyuk, 2012. február 25-től, a vidékfejlesztési miniszter 4/2012. (II. 24.) VM utasítása szerint, megkülönböztetetten védett barlang. 2013. július 19-től a vidékfejlesztési miniszter 58/2013. (VII. 11.) VM rendelete szerint az Arany-lyuk (Pilis hegység, Duna–Ipoly Nemzeti Park Igazgatóság működési területe) az igazgatóság hozzájárulásával látogatható. 2021. május 10-től az agrárminiszter 17/2021. (IV. 9.) AM rendelete szerint az Arany-lyuk (Pilis hegység, Duna–Ipoly Nemzeti Park Igazgatóság működési területe) az igazgatóság engedélyével látogatható. A 13/1998. (V. 6.) KTM rendelet egyidejűleg hatályát veszti.

## További irodalom
- Horváth János: Az ürömi Amfiteátrum-kőfejtő barlangjai. Kézirat. Budapest, 1967. november 19–29. Barlangtérképek fénymásolataival. Szpeleográfiai terepnapló mellékletei.
- Szenthe István: Karsztjelenségek és képződményeik fejlődéstörténete a Nagy-Kevély környékén. Egyetemi szakdolgozat. Kézirat. Budapest, 1969.
- Venkovits István: Nagykevély környékének földtani vizsgálata. Kézirat, egyetemi szakdolgozat. Budapest, 1949.
- –: BETE Barlangnapló. Kézirat. 1. köt. 1931–1938, 2. köt. 1939–1942.
- –: A természettudományok zsebkönyve. Budapest, 1959. 377., 380., 383. old.
- –: A természettudományok zsebkönyve. Budapest, 1963. (2. bővített kiadás.) 407., 410., 413. old.